# Lippe-Brake

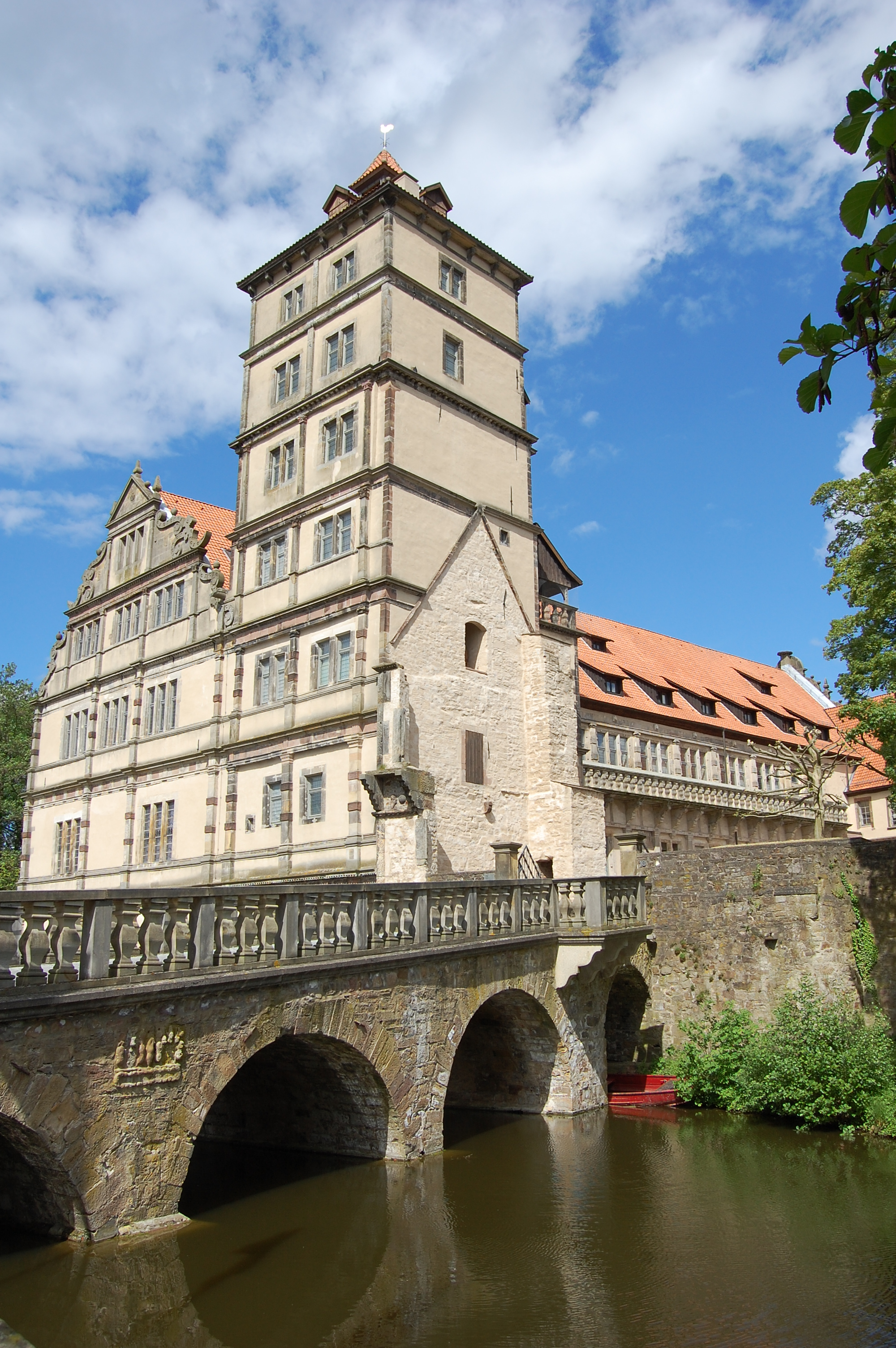
Il Castello di Brake, Lemgo.

Lippe-Brake era una contea localizzata in Germania. Fu creata nel 1613 in seguito alla morte di Simone VI di Lippe quando il suo regno venne diviso fra i suoi tre figli maschi di cui il secondo, Ottone, ricevette i territori Lippe-Brake. Alla morte del conte Luigi Ferdinando nel 1709 la contea di Lippe-Brake fu ereditata dalla linea maggiore di Lippe-Detmold.

## Conti di Lippe-Brake (1613–1709)[1]
- Ottone, conte dal 1613-1657 (1589–1657)
- Casimiro, conte dal 1657-1700 (1627–1700)
- Rodolfo, conte dal 1700-1707 (1664–1707)
- Luigi Ferdinando, conte dal 1707-1709 (1680–1709)